# التهاب جلدي متقابل
التهاب جلدي متقابل أو التسميط أو داء الثنيات أو المذح أو التِهاب سطْحَي الجلد المُتَحاكَّين أو الوَذَح (بالإنجليزية: Intertrigo)‏ ويسمى أيضاً "طفح ثنايا الجلد" هو طفح يصب ثنيات الجسم سببه بكتيرية، فطرية أو فيروسية (الاماكن المتاخمة من الجلد ) أي الأماكن الجلدية التي تتصل ببعضها في أغلب الأوقات وتكون دافئة ورطبة. مثل الابطين، وتحت الثديين، الجانب السفلي من البطن، خلف الأذنين، الفخذين و الأعضاء التناسلية، بين أصابع القدم و أصابع اليدين. يتصف بطفح لونه احمر، في بعض الأحيان يثير الحكة. وهو أكثر شيوعا عند الذين لديهم سمنة وزيادة في الوزن. أو الذين يعانون من مرض السكري. والمرضى الذين يزاولون الفراش لفترات طويلة. وينتشر أيضا عند الأطفال بسبب الحفاضات. وعند الذين يستخدمون الأجهزة الطبية، مثل الأطراف الاصطناعية.

## الأسباب
1. حرارة الجلد المرتفعة نسبيا.
2. الرطوبة الناتجة من فقدان الماء غير الملحوظ و العرق الذي لا يمكن أن يتبخر.
3. الاحتكاك من حركة الجلد المجاور يتسبب في التقرح.
4. البكتيريا و الخمائر المقيمة عادة على الجلد تتضاعف في مثل هذه البيئات و قد تتسبب في الضرر اللاحق بالجلد.

## الأنواع والأسباب
- داء المبيضات،، ويميزه التطور السريع، مع تسلخ جلد أبيض رطب مثير للحكة ومحاط ببثور ثانوية صغيرة.
- قوباء الأرفاغ البكتيرية Erythrasma، يسببه الوتدية المستدقة Corynebacterium minutissimum، وينتج عنها البقع البنية العنيدة.
- سعفة القدم Tinea pedis ( تشقق جلد القدم الرياضية )، يسببه الفطر الجلدي مثل الشعراوية الحمراء Trichophyton rubrum، ويؤدى إلى تسلخ، تشققات و حويصلات فقاعية بين أصابع القدم.
- التهاب جريبات الشعر Folliculitis، تسببها بكتيريا متنوعة خاصة العنقودية الذهبية Staphylococcus aureus، وغالباً ما تثار بالحلاقة. تظهر كبقع حمراء مؤلمة تثير الحكة و بثور متمركزة على بصيلات الشعر (الجريبات).
- الصدفية: تعرف بالبقع المحددة الحواف و بثباتها. في المناطق الأخرى قد توجد بقع حمراء قشرية، خصوصًا على المرافق، الركب و في فروة الرأس.
- التهاب الجلد التأتبي (أتوبيك) أو التهاب الجلد التحسسي Atopic dermatitis :وهو نوع من الاكزما التي تبدأ في الظهور عادة في سن الطفولة. ويصاحبه مناطق جلدية جافة شديدة الحكة، غالبا على ثنيات المرفق، خلف الركبة، و الرقبة.
- التهاب الجلد التلامسي Contact dermatitis: طفح هائج بسبب ملامسة مواد معينة للجلد المتأثر، مثل مضادات التعرق.
- الأمراض الجلدية الفقاعية مثل الفقاعان الفقاعي bullous pemphigoid.
- حالات موروثة نادرة مثل مرض هيلي-هيلي أو العائلية حميدة الفقاع Hailey-Hailey.

## التشخيص
الفحوصات قد تكون ضرورية لتحديد سبب الالتهاب أو الوذح. ويتم التشخيص بأخذ خزعة (عينة جلد) للفحص إذا كانت حالة الجلد غريبة أو لم تستجب للعلاج. وأيضا قد تؤخذ مسحة لتفحص مجهريا للكشف عن البكتيريا.

## العلاج
داء الثنيات في اغلب الأحيان لا يعتبر مرض خطير ويمكن الشفاء منه بسرعة. يعتمد العلاج على حسب كل سبب فالبكتيريا مثلا يتم علاجها بالمضادات الحيوية الموضعية مثل كريم حمض الفوسيديك، مرهم ميوبيروسين أو المضادات الحيوية الفمِية مثل فلكلوكساسيلين و اريثروميسين.
اما الخمائر و الفطريات يمكن علاجها بمضادات الفطريات الموضعية مثل كريم كلوتريمازول و تيربينافين، أو عقاقير عن طريق الفم مثل إيتراكونازول أو تيربينافين.
وأمراض الجلد الالتهابية تعالج عادة بواسطة كريم الستيرويد الموضعى ذو قوة الفاعلية البسيطة مثل الهيدروكورتيزون. وغالبا ما يتم تجنب استعمال الستيرويدات الأقوى فاعلية في الثنايا لأنها قد تسبب رقاقة الجلد مما يؤدى إلى ظهور علامات الترهل و حتى القرح. وفي الحالات الشديدة قد يعطى غريسيوفولفين عن طريق الفم.

## روابط خارجية
- الموسوعة العربية
- A.O.C.D.: Intertrigo
- eMedicine: Intertrigo (by Samuel Selden, M.D.)
- DERMAdoctor: Intertrigo (by Audrey Kunin, M.D.)
- داء-الثنيات-العلامات والأعراض